# Bruno Seghetti
Bruno Seghetti (Roma, 13 aprile 1950) è un ex brigatista italiano, importante esponente delle Brigate Rosse.
Partecipò con un ruolo di rilievo all'agguato di via Fani e al rapimento di Aldo Moro; diresse le colonne romana e napoletana dell'organizzazione terroristica nel periodo 1977-1980. Fu membro del Comitato esecutivo delle Brigate Rosse, la più importante struttura dirigente dell'organizzazione, per alcuni mesi nel 1979-1980 fino al suo arresto a Napoli il 19 maggio 1980 in circostanze drammatiche dopo il mortale attentato al politico della Democrazia Cristiana Pino Amato con Luca Nicolotti ed altri.

## Biografia

### Da Centocelle alle Brigate Rosse
Originario del quartiere popolare romano di Centocelle, Bruno Seghetti prese parte fin dal periodo del Sessantotto alle lotte di quartiere per il miglioramento delle condizioni di vita promosse dai movimenti di estrema sinistra. Allontanato per il suo estremismo, insieme con altri giovani, dal PCI locale, Seghetti si avvicinò a Potere operaio partecipando alle lotte per l'occupazione delle case e per il diritto all'abitazione a favore dei baraccati della periferia romana. Iscrittosi a Potere operaio, divenne uno dei militanti più attivi e combattivi del movimento a Roma, partecipando a molti scontri e tafferugli con le forze dell'ordine, alle manifestazioni contro la guerra del Vietnam e alle iniziative rivendicative fuori dalle fabbriche.

Bruno Seghetti in una foto segnaletica

Dopo il servizio militare di leva a Bassano del Grappa nel 1971, dove Seghetti ebbe modo di dimostrarsi personaggio turbolento e indisciplinato, organizzando la distribuzione di volantini antimilitaristi e uno sciopero del rancio contro le rigide disposizioni della vita militare, l'anno seguente riprese la sua militanza in Potere operaio entrando nel servizio d'ordine organizzato per affrontare le forze dell'ordine e nel cosiddetto Lavoro illegale, la struttura di Potere operaio costituita per fronteggiare anche militarmente emergenze democratiche e per sviluppare i primi atti di lotta armata.
Dopo lo scioglimento di Potere operaio nel 1973 Seghetti, che aveva presto interrotto la scuola e collaborava saltuariamente con la bottega di orafo di uno dei suoi tre fratelli al centro di Roma, costituì, insieme con altri militanti romani di estrema sinistra, il Co.Co.Ce., Comitato comunista di Centocelle, impegnato a sviluppare ideologicamente e materialmente l'ipotesi della lotta armata nella capitale; in questa fase prese parte con un ruolo di crescente importanza a manifestazioni di protesta, occupazioni, scontri con le forze dell'ordine, lotte per le autoriduzioni.

Bruno Seghetti identificato durante le manifestazioni di protesta contro Luciano Lama all'Università di Roma nel febbraio 1977.

Mentre in Italia settentrionale si sviluppava in modo crescente l'attività delle Brigate Rosse, Seghetti, insieme con ex responsabili militari di Potere operaio come Valerio Morucci e Germano Maccari e a compagni dell'estrema sinistra romana, prese parte alla costituzione delle prime vere organizzazioni di lotta armata romane, partecipando a rapine ad armerie ed esercizi commerciali e alle cosiddette "spese proletarie". Nel 1975 Morucci e Seghetti costituirono il LAPP, "Lotta armata per il potere proletario", organizzando anche un assalto alle centrali di smistamento della SIP durante il quale Seghetti rimase ferito accidentalmente alla mano e alla coscia. In questa fase Seghetti, già impegnato militarmente nella lotta armata ma non clandestino, andò a vivere nell'appartamento della sua compagna Anna Laura Braghetti che ben presto condivise le sue scelte estremistiche.
All'inizio del 1976 Valerio Morucci entrò in contatto con Mario Moretti, il dirigente delle Brigate Rosse trasferitosi a Roma per organizzare una colonna dell'organizzazione e nell'estate 1976 anche Seghetti ebbe colloqui con il capo brigatista.
Morucci e la sua compagna Adriana Faranda avevano deciso di aderire alle BR ed erano divenuti i responsabili principali della nuova colonna romana. Anche Seghetti, insieme con una parte dei componenti dei LAPP, entrò nell'organizzazione, in un primo momento come militante regolare non clandestino con il nome di battaglia di "Claudio".
Bruno Seghetti divenne rapidamente uno dei militanti più importanti della nuova colonna romana. Grazie alle sue conoscenze all'interno dei movimenti di estrema sinistra locali e alle sue capacità organizzative e logistiche, fu in grado di reclutare nuovi componenti, di preparare abitazioni e locali da utilizzare per l'organizzazione, di migliorare l'equipaggiamento militare disponibile. 
Seghetti interruppe i contatti con la famiglia, adottò le misure di mimetizzazione previste dalle Brigate Rosse ma continuò a rimanere in contatto con gli ambienti giovanili dell'estremismo rivoluzionario nella capitale, frequentando in particolare il Movimento del '77 nell'Università. 
Seghetti prese parte, infiltrato come militante BR all'interno dei movimenti di contestazione, agli scontri all'Università il 17 febbraio 1977 durante il comizio di Luciano Lama e alle manifestazioni del 12 marzo 1977; in un'occasione intervenne direttamente alle assemblee esponendo il progetto di lotta armata delle Brigate Rosse.
Contemporaneamente a queste attività di osservazione e infiltrazione dei movimenti, Bruno Seghetti partecipò anche a un numero crescente di azioni militari delle Brigate Rosse a Roma. 
Nel corso del 1977 la colonna romana ferì Valerio Traversi, Publio Fiori, Emilio Rossi e Remo Cacciafesta, mentre nel febbraio 1978 venne ucciso il giudice Riccardo Palma. 
Seghetti divenne nell'autunno del 1977 uno dei membri della direzione della colonna romana, accanto a Valerio Morucci, Adriana Faranda, Prospero Gallinari, Barbara Balzerani e Mario Moretti.

### Dal sequestro Moro alla cattura a Napoli

Via Fani a Roma, pochi minuti dopo l'agguato e il rapimento di Aldo Moro.

Bruno Seghetti svolse un ruolo di grande importanza nell'organizzazione del sequestro Moro, partecipando alle riunioni preliminari e all'elaborazione dei dettagli operativi della cosiddetta "operazione Fritz". Il giorno precedente l'agguato, egli e Raffaele Fiore misero fuori uso, squarciando le quattro gomme, il veicolo Ford Transit Diesel del fioraio Antonio Spiriticchio che stazionava tutte le mattine nel luogo dell'azione e che avrebbe potuto intralciare il piano dei brigatisti. Secondo le ricostruzioni fornite da alcuni brigatisti, il 16 marzo 1978 Bruno Seghetti sarebbe stato alla guida della Fiat 132 che, accostata lungo via Stresa, si portò in retromarcia all'incrocio con via Fani e su cui venne caricato il Presidente della Democrazia cristiana Aldo Moro da Mario Moretti e Raffaele Fiore dopo l'agguato di via Fani.
Dopo il trasbordo del sequestrato su un furgone su cui si mise alla guida Moretti, Seghetti e Valerio Morucci seguirono dietro su una Citroën Dyane fino al parcheggio sotterraneo di un supermercato in via dei Colli Portuensi dove Moro sarebbe stato nuovamente trasferito su una vettura Citroën Ami 8 che si sarebbe infine diretta all'appartamento dove il prigioniero sarebbe rimasto recluso. Durante i successivi 55 giorni del sequestro, Bruno Seghetti, che in questo periodo venne identificato dalle forze dell'ordine che lo cercarono senza successo nell'abitazione dei suoi genitori, fu partecipe di tutte le decisioni operative, e condivise l'operato di Moretti, mostrandosi favorevole alla condanna a morte dell'onorevole Moro. Il 9 maggio 1978 Seghetti e Valerio Morucci, a bordo di una Simca, parteciparono in funzione di copertura al trasferimento del cadavere di Moro in via Caetani che venne effettuato materialmente da Mario Moretti e Germano Maccari con una Renault 4 rossa.
Dopo la tragica conclusione del sequestro Moro, Bruno Seghetti, ormai in clandestinità, accrebbe il suo ruolo organizzativo e operativo all'interno della colonna romana, che incrementò il numero e la violenza delle sue azioni durante la seconda metà del 1978 e il 1979 nonostante che Valerio Morucci e Adriana Faranda avessero abbandonato le Brigate Rosse per contrasti riguardo alla vicenda del sequestro Moro. Mentre un numero rilevante di nuovi militanti partecipava alle azioni di fuoco, Seghetti diresse soprattutto, insieme con Prospero Gallinari e Francesco Piccioni, l'assalto alla sede della DC in Piazza Nicosia il 3 maggio 1979. Egli era alla guida del nucleo che fece irruzione nell'edificio, mentre gli altri gruppi affrontarono un violento conflitto a fuoco con una pattuglia della polizia e uccisero due agenti per coprire la fuga dei brigatisti.

Bruno Seghetti in ospedale a Napoli dopo il suo ferimento e la cattura il 19 maggio 1980.

Seghetti prese parte con funzione di copertura anche all'uccisione nell'Università di Roma, il 12 febbraio 1980, del professor Vittorio Bachelet. In questo agguato aprì il fuoco inizialmente sul professore l'altra componente del gruppo di fuoco, Anna Laura Braghetti. Accanto a Bachelet era presente la sua assistente Rosy Bindi. Seghetti guidò la fuga dei due dall'università mentre si scatenava il panico tra gli studenti. È possibile che Seghetti fosse presente anche nel nucleo di brigatisti che uccise nel marzo 1980 il giudice Girolamo Minervini. In questa occasione gli esecutori materiali dell'omicidio sarebbero stati Francesco Piccioni e Sandro Padula.
Nel dicembre 1979 Seghetti era entrato a far parte del Comitato esecutivo delle Brigate Rosse, l'organo direttivo più importante dell'organizzazione terroristica, composto in quel momento anche da Mario Moretti, Rocco Micaletto e Riccardo Dura. Brigatista esperto e con una lunga pratica di sanguinose azioni di fuoco, Bruno Seghetti, oltre a far parte con un ruolo dirigente del Comitato esecutivo e della colonna romana, nella primavera 1980 si trasferì a Napoli per potenziare la colonna brigatista in costituzione e sviluppare la lotta armata nel capoluogo campano. L'arresto di Bruno Seghetti avvenne proprio a Napoli il 19 maggio 1980, durante la drammatica fuga seguita all'uccisione dell'assessore regionale democristiano Pino Amato. In questa circostanza Seghetti, dopo aver partecipato all'attentato, rimase ferito dal fuoco di reazione dell'autista del politico e dovette allontanarsi a piedi perdendo inizialmente il contatto con gli altri brigatisti.
Dopo essere riuscito rocambolescamente a impadronirsi di un'auto Škoda, Seghetti, nonostante la ferita, raggiunse via Monte di Dio dove trovò e caricò a bordo gli altri componenti del gruppo di fuoco. I quattro cercarono quindi di sfuggire per le vie di Napoli ma in Piazza del Plebiscito vennero raggiunti da un'auto della polizia e subito dopo, in via Marino Turchi, alle spalle del palazzo della Regione che era in via Santa Lucia, furono bloccati da un'altra vettura delle forze dell'ordine. I brigatisti scesero dalla Škoda e cercarono di aprirsi la via di fuga incominciando un violento conflitto a fuoco e lanciando due bombe a mano SRCM, che tuttavia non esplosero. Dopo un ultimo tentativo di sfuggire, la comparsa di un'altra auto della polizia costrinse i quattro brigatisti a desistere e vennero tutti catturati. Gli altri componenti del gruppo erano Luca Nicolotti, Salvatore Colonna e Maria Teresa Romeo. Bruno Seghetti, che si dichiarò immediatamente "prigioniero politico", non fornì le sue vere generalità e mostrò un atteggiamento di assoluta non collaborazione. Era seriamente ferito e venne trasferito in ospedale dove gli venne estratto un proiettile dalla schiena.

### Gli anni del carcere

Bruno Seghetti, quarto da sinistra con il cappello bianco, durante il processo per l'omicidio di Pino Amato nel giugno 1980. Da sinistra gli altri brigatisti Maria Teresa Romeo, Luca Nicolotti e Salvatore Colonna.

Bruno Seghetti continuò a mostrare totale adesione alle Brigate Rosse e alla lotta armata anche in carcere dove aderì rigidamente al gruppo di brigatisti fedeli alla linea politico-militare seguita nel periodo 1976-1980 in polemica con le posizioni critiche dei capi del cosiddetto "gruppo storico". Nel periodo iniziale di reclusione si dimostrò turbolento e intransigente e fu, insieme con Francesco Piccioni, uno dei protagonisti della violenta rivolta del carcere speciale di Trani del dicembre 1980 esplosa in connessione con il rapimento del giudice Giovanni D'Urso che si sarebbe conclusa il 29 dicembre 1980 con l'intervento risolutivo, dopo scontri e violenze, dei GIS dei carabinieri. Seghetti fu sprezzante e irriducibile durante le trattative e anche al termine della rivolta.
Coinvolto in tutti i grandi processi degli anni ottanta contro le colonne romana e napoletana delle Brigate Rosse, Seghetti, che mostrò in aula un atteggiamento intransigente e fortemente polemico di totale opposizione alle istituzioni, venne condannato a numerosi ergastoli. In questi anni egli svolse dall'interno delle carceri, anche un ruolo molto attivo nel dibattito ideologico in corso nelle Brigate Rosse, contribuendo, insieme con Andrea Coi, Prospero Gallinari e Francesco Piccioni, alla realizzazione nel 1983 di Politica e rivoluzione, un ampio testo in cui venivano criticate le posizioni dei brigatisti del "nucleo storico" e degli esponenti del cosiddetto "Partito Guerriglia". Nel testo veniva promosso un ritorno alla lotta rivoluzionaria "scientifica", al "centralismo democratico" e veniva prevista, a causa della debolezza del movimento rivoluzionario, una fase di cosiddetta "ritirata strategica".
Per gran parte degli anni Ottanta Bruno Seghetti continuò ad aderire alla fazione ortodossa delle Brigate Rosse del cosiddetto "Partito comunista combattente" e espresse sistematicamente la sua fiducia nel proseguimento della lotta armata in Italia. Ancora nel marzo 1987 manifestò in un documento, insieme con Gallinari, Piccioni e Francesco Lo Bianco, valutazioni ottimistiche sulla possibilità di una ripresa della lotta armata ed espresse, insieme con i suoi compagni, contrarietà alle iniziative, promosse tra gli altri da Renato Curcio, Mario Moretti e Barbara Balzerani, per riconoscere il fallimento dell'esperienza terroristica e sollecitare proposte di "pacificazione". Nell'aprile 1987 Seghetti inoltre partecipò, insieme con Piccioni, Gallinari e Domenico Delli Veneri a un tentativo di fuga dal carcere di Rebibbia attraverso un lungo tunnel sotterraneo che venne scoperto solo poco prima del suo completamento.
Fu solo il 23 ottobre 1988 che Seghetti, con un documento firmato insieme con altri sette brigatisti, tra cui Gallinari, Piccioni, Lo Bianco e Remo Pancelli, ammise il fallimento della lotta armata e riconobbe la sconfitta delle Brigate Rosse, affermando che le condizioni politico-sociali e la disfatta militare, rendevano esaurita la possibilità della guerra rivoluzionaria in Italia. Dopo quindici anni di detenzione Bruno Seghetti è stato ammesso nell'aprile del 1995 al lavoro esterno e ha ottenuto la semilibertà nel dicembre 1999, lavorando stabilmente nella cooperativa "32 dicembre" impegnata in corsi di formazione nel settore informatico. Il regime di semilibertà gli è stato peraltro revocato nell'ottobre 2001 per infrazioni alle disposizioni previste ed egli è ritornato detenuto a tempo pieno. Il 18 gennaio 2013 Bruno Seghetti ha partecipato, insieme con altri ex-brigatisti tra cui Francesco Piccioni, Raffaele Fiore, Barbara Balzerani e Renato Curcio, ai funerali di Prospero Gallinari, deceduto per cause naturali il 14 gennaio.